# Rebirth World Tour - Live in São Paulo
Rebirth World Tour: Live in São Paulo es el segundo álbum en vivo de la banda brasileña Angra, lanzado en 2002. Fue grabado en Via Funchal, São Paulo, Brasil, el 15 de diciembre de 2001, durante el tour del álbum Rebirth. El álbum contiene tanto canciones de álbumes con la formación original (Angels Cry, Holy Land y Fireworks) como con su último álbum Rebirth con los nuevos integrantes. También hicieron una versión de la canción "The Number of the Beast" de Iron Maiden y "Drum Solo" comienza como Painkiller de Judas Priest.

## Lista de canciones

### CD 1
1. "In Excelsis" (Loureiro) – 1:53 / "Nova Era" (Falaschi/Loureiro) – 5:33
2. "Acid Rain" (Bittencourt) – 6:06
3. "Angels Cry" (Matos/Bittencourt) – 7:05
4. "Heroes of Sand" (Falaschi) – 04:28
5. "Metal Icarus" (Bittencourt/Loureiro/Confessori) – 9:03
6. "Millennium Sun" (Loureiro/Bittencourt) – 5:09
7. "Make Believe" (Bittencourt/Matos) – 5:51
8. "Drums Solo" (Priester) – 5:17

### CD 2
1. "Unholy Wars" (Part I - Imperial Crown / Part II - The Forgiven Return) (Loureiro/Bittencourt) – 8:20
2. "Rebirth" (Bittencourt/Loureiro) – 5:27
3. "Time" (Matos/Bittencourt) – 6:03
4. "Running Alone" (Bittencourt) – 7:25
5. "Crossing" (G. P. da Palestrina) – 1:53
6. "Nothing To Say" (Matos/Loureiro/Confessori) – 6:53
7. "Unfinished Allegro" (Matos) – 1:14 / "Carry On" (Matos) – 5:20
8. "The Number of the Beast" (Harris) – 5:58

## Formación
- Eduardo Falaschi - Vocales
- Kiko Loureiro - Guitarra
- Rafael Bittencourt- Guitarra
- Felipe Andreoli - Bajo
- Aquiles Priester - Batería